# Чоманов, Уришбай Чоманович
Уришбай Чоманович Чоманов — советский и казахстанский учёный в области технологии пищевых производств, доктор технических наук (1991), профессор (1992), академик НАН РК (2003).

## Биография
Родился 2 января 1948 г. в селе Шуралисай Ташкентской области.
В 1971 г. окончил Казахский химико-технологический институт (г. Чимкент) по специальности инженер-механик. В 1971—1975 гг. преподавал в Джамбулском технологическом институте легкой и пищевой промышленности.
В 1976 г. поступил в аспирантуру в Проблемную научно-исследовательскую лабораторию по электрофизическим методам обработки пищевых продуктов при Московском технологическом институте мясной и молочной промышленности. В 1979 г. защитил кандидатскую диссертацию:
- Исследование гигроскопических характеристик и разработка методов и установок для определения активности воды, влажности мяса и мясопродуктов : диссертация … кандидата технических наук : 05.18.12. — Москва, 1979. — 174 с. : ил.

В 1980—1985 гг. зав. кафедрой Семипалатинского института мясной и молочной промышленности. С 1986 г. докторант Московского государственного университета прикладной биотехнологии. В 1990 г. защитил докторскую диссертацию:
- Разработка термодинамических методов и средств анализа связи влаги в пищевых продуктах : диссертация … доктора технических наук : 05.18.12 / Моск. ин-т прикладной биотехнологии. — Москва, 1990. — 436 с. : ил.

В 1991—1994 гг. проректор по научной работе Семипалатинского технологического университета мясной и молочной промышленности. В 1995—2001 гг. директор Казахского НИИ пищевой промышленности. В 2001—2002 гг. зав.кафедрой Алматинского технологического университета.
С 2003 г. зам. директора Научно-производственного центра перерабатывающей и пищевой промышленности. С 2007 г. главный научный сотрудник, зав. отделом технологии переработки и хранения сельскохозяйственной продукции Казахского НИИ пищевой и перерабатывающей промышленности.
Сфера научных интересов — разработка новой техники и новых технологий в пищевой и мясомолочной промышленности.
Автор более 200 научных трудов, имеет более 50 патентов и авторских свидетельств на изобретения.
Создал научную школу по специальностям «Технология мясных, молочных и рыбных продуктов и холодильных производств» и «Процессы и аппараты пищевых производств», под его руководством защищено 4 докторских и 8 кандидатских диссертаций.
Доктор технических наук (1991), профессор (1992), академик НАН РК (2003).
Награждён нагрудным знаком «Заслуженный педагог Республики Казахстан».